# Festival du film coréen à Paris 2017
Le Festival du film coréen à Paris 2017, 12e édition du festival, s'est déroulé du 24 au 31 octobre 2017.

## Déroulement et faits marquants
Le festival s'ouvre avec A Taxi Driver qui est le plus grand succès de l'année au box-office sud-coréen de 2017. Il rend hommage à l'acteur de comédie Koo Bong-Seo, et fait découvrir Cho Hyun-hoon. Quatre blockbusters sortis en 2017 sont aussi à l'affiche : I Can Speak, The Fortress, V.I.P. et Midnight Runners. 
Le festival se termine avec la remise des prix : le Prix du Public est remis à Vanishing Time de Um Tae-hwa et une Mention spéciale du Jury à A Quiet Dream de Zhang Lu. 

## Sélection

### Ouverture
- A Taxi Driver de Jang Hoon

### Clôture
- The Mimic de Huh Jung

### Avant-premières
- La Caméra de Claire de Hong Sang-soo
- Battleship Island de Ryoo Seung-wan

### Événements
- I Can Speak de Kim Hyeon-seok
- The Fortress de Hwang Dong-hyuk
- V.I.P. de Park Hoon-jeong
- Midnight Runners de Kim Joo-hwan

### Paysages
- A Quiet Dream (en) de Zhang Lu
- Girls and Honey de Kim Kyoung-won
- The First Lap (en) de Kim Daehwan
- Itaewon de Kangyu Ga-ram
- Jamsil de Lee Wan-min
- The King de Han Jae-rim
- The King's Case Note de Moon Hyun-sung
- Merry Christmas Mr. Mo (en) de Lim Dae Hyung
- New Trial de Kim Tae-yun
- No Money, no Future de Lee Dongwoo
- The Poet and the Boy (en) de Kim Yang-hee
- The Seeds of Violence de Lim Tae-gue
- State-Authorized Textbook de Baek Seungwoo
- Vanishing Time de Eom Tae-hwa

### Portait -Cho Hyun-hoon
- Jane
- Metamorphosis (court métrage)
- The Mother's Family (court métrage)

### Classiques
Cette section propose un hommage à l'acteur de comédie Koo Bong-Seo.
- The Male Beauty Artist (남자미용사) de Shim Wu-seob (1968)
- Gentleman in his only suit (단벌신사) de Kim Gi-pung (1968)
- Sorry to give you Trouble (신세 좀 지자구요) de Im Kwon-taek  (1969)
- A Man and a Gisaeng (와 기생) de Shim Wu-seob (1969)
- The Man who was Crushed to Death by Money (돈에 눌려 죽은 사나이) de Shim Wu-seob (1971)

## Palmarès
- Prix du Public : Vanishing Time de Eom Tae-hwa
- Mention spéciale du Jury : A Quiet Dream de Zhang Lu